# Waterville (Sunbury)
Pour les articles homonymes, voir Waterville.
Waterville est une communauté rurale canadienne située dans le comté de Sunbury dans la province du Nouveau-Brunswick.

## Annexe